# Saqueig nazi

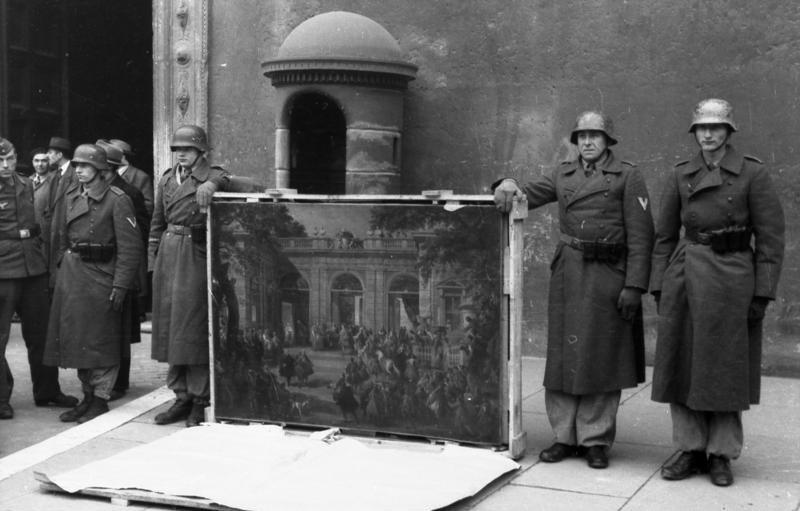
Soldats alemanys de la Divisió Hermann Göring posant davant del Palazzo Venezia a Roma en el 1944 amb una imatge feta de la Biblioteca del Museo Nazionale di Napoli abans de l'arribada de les forces aliades a la ciutat. Carlo III di Borbone che visita il papa Benedetto XIV nella coffee-house del Quirinale a Roma de Giovanni Paolo Pannini (Museo di Capodimonte inv. Q 205)

El saqueig nazi (en alemany: Raubkunst) va ser el robatori organitzat d'art i altres objectes que es va produir com a resultat del saqueig organitzat de països europeus durant l'època del Partit Nazi a Alemanya.
Les propietats jueves van ser saquejades a partir de 1933 a Alemanya i van ser una part clau de l'Holocaust. Els nazis també van saquejar països ocupats, de vegades amb confiscacions directes i de vegades amb el pretext de protegir l'art a través de les unitats militars conegudes com la Kunstschutz (protecció de l'art). A més d'or, plata i moneda, es van robar objectes culturals de gran importància, com ara pintures, ceràmica, llibres i tresors religiosos.
Moltes de les obres d'art saquejades pels nazis van ser recuperades pel programa Monuments, Belles Arts i Arxius dels Aliats ( Monuments, Fine Arts, and Archives - MFAA, també conegut com a Monuments Men and Women) després de la guerra; tanmateix, moltes d'elles encara estan desaparegudes o van ser retornades a països però no als seus propietaris originals. S'està duent a terme un esforç internacional per identificar el botí nazi que encara no es comptabilitza, amb l'objectiu final de retornar els articles als seus legítims propietaris, les seves famílies o els seus respectius països.

## Fons

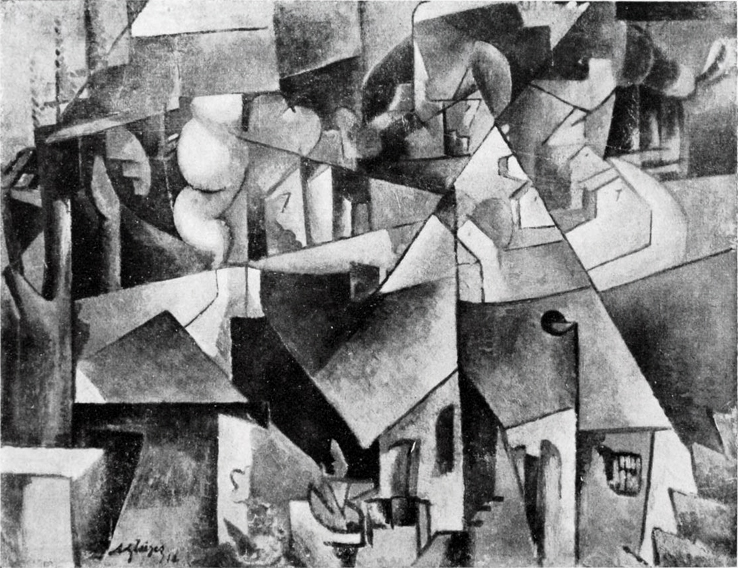
Albert Gleizes, 1912, Landschaft bei Paris, Paysage près de Paris, Paysage de Courbevoie, oli sobre tela, 72,8 cm × 87,1 cm (28,7 polzades × 34,3 polzades), desaparegut a Hannover des de 1937

Adolf Hitler, un artista sense èxit a qui se li va negar l'admissió a l'Acadèmia de Belles Arts de Viena, es considerava un coneixedor de les arts i, a Mein Kampf, va atacar ferotgement l'art modern com a degenerat. Considerava el cubisme, el futurisme i el dadaisme productes d'una societat decadent del segle xx. Quan Hitler es va convertir en canceller d'Alemanya el 1933, va imposar la seva estètica. Els nazis afavorien els retrats i paisatges clàssics dels Vells Mestres, en particular els d'origen germànic. L'art modern va ser anomenat art degenerat pel Tercer Reich. Tot aquest art que es trobava als museus estatals d'Alemanya es venia o es destruïa. Amb els fons recaptats, l'objectiu del Führer era establir un Museu d'Art Europeu a Linz. Altres dignataris nazis, com el Reichsmarschall Hermann Göring i el ministre d'Afers Exteriors Joachim von Ribbentrop, també van aprofitar les conquestes militars alemanyes per ampliar les seves col·leccions d'art privades.

## Saqueig de jueus
El desposseïment sistemàtic del poble jueu i el trasllat de les seves llars, negocis, obres d'art, actius financers, instruments musicals, llibres i fins i tot mobles per a la llar al Reich va ser un component integral de l'Holocaust. A tots els països controlats pels nazis, els jueus van ser desposseïts dels seus béns a través d'una àmplia gamma de mecanismes i organitzacions de saqueig nazis.

## Subhastes públiques i vendes privades a Suïssa
La subhasta més famosa d'art saquejat pels nazis va ser la subhasta d'"art degenerat" organitzada per Theodor Fischer el 30 de juny de 1939 al Grand Hotel National de Lucerna, Suïssa. Les obres d'art que s'oferien havien estat desposseïdes dels museus alemanys pels nazis, però molts marxants d'art coneguts hi van participar juntament amb representants de grans col·leccionistes i museus. A més de les subhastes públiques, hi va haver moltes vendes privades per part de marxants d'art. La Comissió per a la Recuperació d'Art ha qualificat Suïssa com "un imant" per als actius des de l'ascens de Hitler fins al final de la Segona Guerra Mundial. Investigar i documentar el paper de Suïssa "com a centre de comerç d'art i conducte per als actius culturals en el període nazi i en la postguerra immediata" va ser una de les missions de la Comissió Bergier, sota la direcció del professor Georg Kreis.

## Organitzacions de saqueig nazis

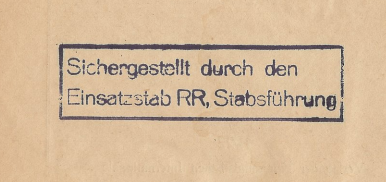
Segell de l'"Einsatzstab Reichsleiter Rosenberg", utilitzat del 1941 al 1944 per marcar els documents confiscats per les tropes d'ocupació alemanyes

Els nazis van saquejar béns culturals d'Alemanya i de tots els territoris ocupats, atacant particularment les propietats jueves de manera sistemàtica amb organitzacions creades específicament per a aquest propòsit, per determinar quines col•leccions públiques i privades eren més valuoses. Algunes es van destinar al Führermuseum de Hitler, que mai es va dur a terme, algunes van anar a altres alts funcionaris com Hermann Göring, i d'altres es van intercanviar per finançar activitats nazis.
El 1940 es va formar una organització coneguda com a Einsatzstab Reichsleiter Rosenberg für die Besetzten Gebiete (Grup de Treball del Reichsleiter Rosenberg), o ERR, dirigida per Alfred Rosenberg a través de Gerhard Utikal. La primera unitat operativa, la branca occidental per a França, Bèlgica i els Països Baixos, anomenada Dienststelle Westen (Agència Occidental), estava ubicada a París. El cap d'aquesta Dienststelle era Kurt von Behr. El seu propòsit original era recopilar llibres i documents jueus i maçònics, ja fos per a la seva destrucció o per al seu trasllat a Alemanya per a un "estudi" posterior. Tanmateix, a finals de 1940, Hermann Göring, que de fet controlava l'ERR, va emetre una ordre que va canviar efectivament la missió de l'ERR, obligant-lo a confiscar col•leccions d'art "jueves" i altres objectes. El botí de guerra s'havia de recollir en un lloc central de París, el Museu Jeu de Paume. En aquest punt de recollida treballaven historiadors de l'art i altre personal que inventariaven el botí abans d'enviar-lo a Alemanya. Göring també va ordenar que el botí es dividiria primer entre Hitler i ell mateix. Hitler va ordenar més tard que totes les obres d'art confiscades es posessin directament a la seva disposició. Des de finals de 1940 fins a finals de 1942, Göring va viatjar 20 vegades a París. Al museu Jeu de Paume, el marxant d'art Bruno Lohse va organitzar 20 exposicions dels objectes d'art recentment saquejats, especialment per a Göring, de les quals Göring va seleccionar almenys 594 peces per a la seva pròpia col·lecció. Göring va convertir Lohse en el seu oficial d'enllaç i el va instal•lar a l'ERR el març de 1941 com a sotscap d'aquesta unitat. Els articles que Hitler i Göring no volien es van posar a disposició d'altres líders nazis. Sota el lideratge de Rosenberg i Göring, l'ERR va confiscar 21.903 objectes d'art dels països ocupats pels alemanys.

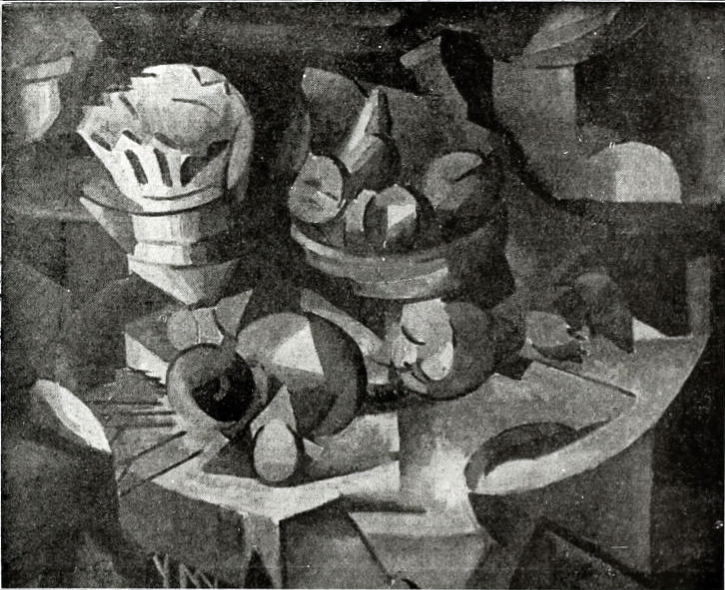
Albert Gleizes, 1911, Stilleben, Nature Morte, postal Der Sturm, Sammlung Walden, Berlín. Col·lecció Paul Citroën, venuda el 1928 a Kunstausstellung Der Sturm, requisa pels nazis el 1937, i desapareguda des de llavors

Altres organitzacions de saqueig nazis incloïen el Führermuseum, l'organització dirigida per l'historiador d'art Hans Posse, que s'encarregava particularment de muntar les obres del Führermuseum, el Dienststelle Mühlmann, dirigit per Kajetan Mühlmann, que operava principalment als Països Baixos i a Bèlgica, i un Sonderkommando Kuensberg relacionat amb el ministre d'Afers Exteriors Joachim von Ribbentrop, que va operar primer a França, després a Rússia i al nord d'Àfrica. A l'Europa Occidental, amb l'avanç de les tropes alemanyes, hi havia elements del "Batalló von Ribbentrop", que portava el nom de Joachim von Ribbentrop. Aquests homes eren responsables d'entrar a biblioteques privades i institucionals dels països ocupats i de treure qualsevol material d'interès per als alemanys, especialment articles de valor científic, tècnic o informatiu.
Les col•leccions d'art de famílies jueves prominents, com ara els Rothschild, els Rosenberg, els Wildenstein, i la família Schloss, van ser objecte de confiscacions a causa del seu valor significatiu. A més, els marxants d'art jueus van vendre art a organitzacions alemanyes, sovint sota coacció, com ara els marxants d'art de Jacques Goudstikker, Benjamin i Nathan Katz, i Kurt Walter Bachstitz. A més, marxants d'art no jueus van vendre art als alemanys, com ara els marxants d'art De Boer i Hoogendijk k als Països Baixos.
Al final de la guerra, el Tercer Reich va acumular centenars de milers d'objectes culturals.

## La Unitat d'Investigació de Saqueig d'Art
El 21 de novembre de 1944, a petició d'Owen Roberts, William J. Donovan es va crear la Unitat d'Investigació de Saqueig d'Art (Art Looting Investigation Unit  - ALIU) dins de l'OSS per recopilar informació sobre el saqueig, la confiscació i la transferència d'objectes culturals per part de l'Alemanya nazi, els seus aliats i els diversos individus i organitzacions implicats; per processar criminals de guerra i restituir béns. L'ALIU va recopilar informació sobre individus que es creu que van participar en el saqueig d'art, identificant un grup de sospitosos clau per a la seva captura i interrogatori sobre el seu paper en la realització de la política nazi. Els interrogatoris es van dur a terme a Bad Aussee, Àustria.

### Informes i índex de l'ALIU
Els informes de l'ALIU detallen les xarxes de funcionaris nazis, marxants d'art i individus implicats en la política d'espoliació de jueus de Hitler a l'Europa ocupada pels nazis. L'informe final de l'ALIU incloïa 175 pàgines dividides en tres parts: 
1. Informes d'interrogatori detallats (DIR), que se centraven en individus que van tenir un paper fonamental en l'espoliació alemanya;
2. Informes d'interrogatori consolidats (CIR);
3. i una "llista de bandera vermella" de persones implicades en l'espoliació nazi. .[22]

Els informes de l'ALIU formen un dels registres clau dels Arxius d'Actius de l'Era Nazi del Govern dels Estats Units.

#### Informes d'intel•ligència detallats (DIR)
El primer grup d'informes que detallen les xarxes i les relacions entre els marxants d'art i altres agents contractats per Hitler, Göring i Rosenberg estan organitzats per noms: Heinrich Hoffmann, Ernst Buchner, Gustav Rochlitz, Gunter Schiedlausky, Bruno Lohse, Gisela Limberger, Walter Andreas Hofer, Karl Kress, Walter Bornheim, Hermann Voss, and Karl Haberstock.

#### Informes d'interrogatori consolidats (CIR)
Un segon conjunt d'informes detalla les activitats de saqueig d'obres d'art de Göring (la Col•lecció Göring), les activitats de saqueig d'obres d'art de l'Einsatzstab Reichsleiter Rosenberg (ERR) i el Museu de Linz de Hitler.

#### Llista de noms de bandera vermella de l'ALIU
La Unitat d'Intel·ligència contra el Saqueig d'Art va publicar una llista de "Noms de Bandera Vermella", organitzant-los per país: Alemanya, França, Suïssa, Països Baixos, Bèlgica, Itàlia, Espanya, Portugal, Suècia i Luxemburg. Cada nom va seguit d'una descripció de les activitats de la persona, les seves relacions amb altres persones de la xarxa d'espoliació i, en molts casos, informació relativa a la seva detenció o empresonament per part de les forces aliades forces.

## El saqueig a la Unió Soviètica
Després de l'inici de l'Operació Barbarroja, l'Europa de l'Est va ser saquejada implacablement per les forces nazis alemanyes. Només el 1943, es van enviar a Alemanya 9.000.000 de tones de cereals, 2.000.000 de tones (2.000.000 de tones llargues; 2.200.000 de tones curtes) de farratge, 3.000.000 de tones (3.000.000 de tones llargues; 3.300.000 de tones curtes) de patates i 662.000 de tones (652.000 tones llargues; 730.000 de tones curtes) de carns. Durant l'ocupació alemanya, les forces nazis van confiscar uns 12 milions de porcs i 13 milions d'ovelles. El valor d'aquest saqueig s'estima en 4.000 milions de Reichsmark. Aquest nombre relativament baix en comparació amb les nacions ocupades pels alemanys de l'Europa Occidental es pot atribuir a la política indiscriminada de terra cremada duta a terme per l'Alemanya nazi i les forces de la Unió Soviètica en retirada al Front Oriental.
Per investigar i estimar el saqueig nazi a la Unió Soviètica durant el període 1941-1945, el 2 de novembre de 1942 es va formar la Comissió Extraordinària Estatal Soviètica per a la Determinació i Investigació dels Crims Comesos pels Invasors Alemanys-Feixistes i els seus Còmplices. Durant la Gran Guerra Patriòtica i després, fins al 1991, la Comissió va recopilar materials sobre els crims nazis a la URSS, inclosos incidents de saqueig. Immediatament després de la guerra, la Comissió va descriure detalladament els danys a 64 dels museus soviètics més valuosos, dels 427 que van patir danys. A la RSFS de Rússia, es va descobrir que els nazis havien saquejat 173 museus, amb centenars de milers d'objectes saquejats.
Després de la dissolució de l'URSS, el Govern de la Federació Russa va formar la Comissió Estatal per a la Restitució de Béns de Valor Cultural per substituir la Comissió Soviètica. Experts d'aquesta institució russa van consultar originalment el treball de la Comissió Soviètica, però continuen catalogant les obres d'art perdudes durant la guerra museu per museu. A partir del 2008, les obres d'art perdudes de 14 museus i les biblioteques dels óblasts de Vorónej, Kursk, Pskov, Rostov, Smolensk, el Caucas Nord, Gàttxina, el Palau de Peterhof, Tsarskoie Selo (Puixkin), Nóvgorod i l'óblast de Nóvgorod, així com els òrgans dels Arxius Estatals Russos i els Arxius del PCUS, es van catalogar en 15 volums, tots els quals es van posar a disposició en línia. Contenen informació detallada sobre 1.148.908 articles d'obres d'art perdudes. El nombre total d'articles perduts es desconeix fins ara, perquè els treballs de catalogació d'altres museus russos danyats estan en curs.
Alfred Rosenberg comandava l'anomenada ERR, que era responsable de recollir art, llibres i objectes culturals dels països envaïts, i també va transferir les seves col·leccions de biblioteques capturades de tornada a Berlín durant la retirada de Rússia. "En la seva recerca de 'materials de recerca', els equips de l'ERR i la Wehrmacht van visitar 375 institucions d'arxiu, 402 museus, 531 instituts i 957 biblioteques només a l'Europa de l'Est". L'ERR també va operar en els primers dies de la guerra llampec dels Països Baixos. Això va causar certa confusió sobre l'autoritat, la prioritat i la cadena de comandament entre l'exèrcit alemany, el batalló von Ribbentrop i la Gestapo, i com a resultat del saqueig personal entre els oficials i les tropes de l'exèrcit. Aquests equips de l'ERR van ser, però, molt eficaços. Un relat estima que només de la Unió Soviètica: "es van prendre cent mil mapes geogràfics per motius ideològics, per a la recerca acadèmica, com a mitjà d'informació política, geogràfica i econòmica sobre ciutats i regions soviètiques, o com a articles de col·lecció".

## El saqueig a Polònia

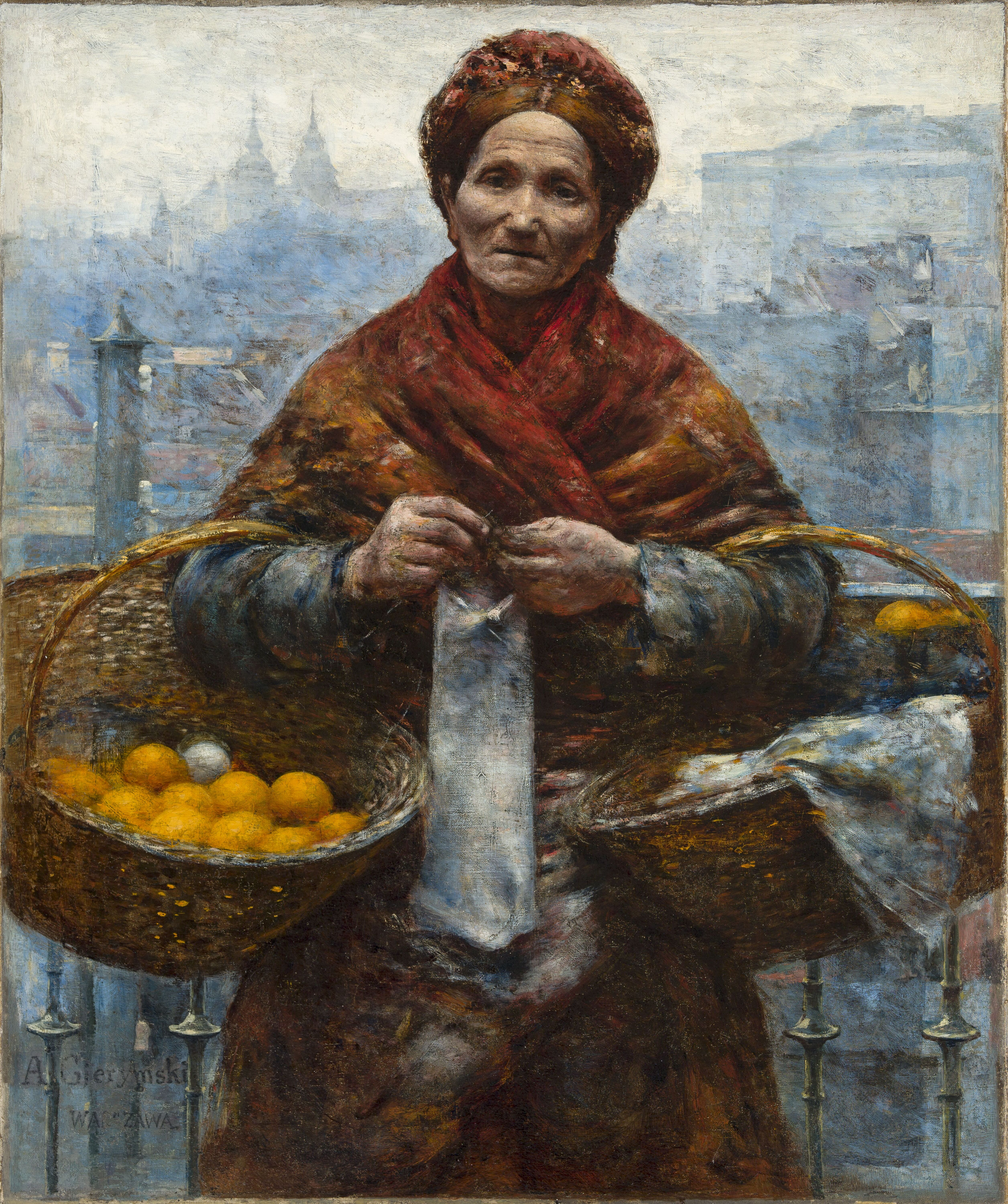
La jueva amb taronges d'Aleksander Gierymski va ser descoberta el 26 de novembre de 2010 en una subhasta d'art a Buxtehude, Alemanya.

Després de l'ocupació de Polònia per les forces alemanyes el setembre de 1939, el règim nazi va cometre genocidi contra els jueus polonesos i va intentar exterminar les classes altes poloneses, així com la seva cultura. Milers d'objectes d'art van ser saquejats, ja que els nazis van dur a terme sistemàticament un pla de saqueig preparat fins i tot abans de l'inici de les hostilitats. 25 museus i moltes altres instal•lacions van ser destruïdes. El cost total del robatori i la destrucció d'art polonès per part dels nazis alemanys s'estima en 20.000 milions de dòlars, o aproximadament el 43% del patrimoni cultural polonès; més de 516.000 obres d'art individuals van ser saquejades, incloent-hi 2.800 pintures de pintors europeus; 11.000 pintures de pintors polonesos; 1.400 escultures; 75.000 manuscrits; 25.000 mapes; 90.000 llibres, incloent-hi més de 20.000 impresos abans del 1800; i centenars de milers d'altres articles de valor artístic i històric. Alemanya encara té molt material polonès saquejat durant la Segona Guerra Mundial. Durant dècades, hi ha hagut negociacions entre Polònia i Alemanya sobre la devolució de les propietats poloneses saquejades.

## Àustria
L'Anschluss d'Àustria i Alemanya va començar el 12 de març de 1938. El saqueig de les propietats jueves va començar immediatament.  Les esglésies, els monestirs i els museus albergaven moltes obres d'art abans que arribessin els nazis, però després, la majoria de les obres d'art van ser confiscades. Ringstraße, que era una residència per a molta gent però també un centre comunitari, va ser confiscada i també tota l'art que hi havia a dins. Entre els anys 1943 i 1945, les mines de sal d'Altaussee van albergar la majoria de l'art saquejat pels nazis. Alguns d'Àustria i altres de tota Europa. El 1944, unes 4.700 obres d'art es van emmagatzemar a les mines de sal.

## El Museu del Führer
Després que Hitler es convertís en canceller, va fer plans per transformar la seva ciutat natal de Linz, Àustria, en la capital de les arts del Tercer Reich. Hitler va contractar arquitectes per treballar a partir dels seus propis dissenys per construir diverses galeries i museus, que serien coneguts col•lectivament com el Führermuseum. Hitler volia omplir el seu museu amb els tresors artístics més grans del món i creia que la major part de l'art més preciós del món pertanyia a Alemanya després d'haver estat saquejat durant les  guerres napoleòniques i la Primera Guerra Mundial.

## La Col·lecció Hermann Göring
La "col·lecció Hermann Göring", una col·lecció personal del Reichsmarschall Hermann Göring, va ser una altra gran col·lecció, aproximadament el 50% de la qual eren propietats confiscades als enemics del Reich. Reunida en gran mesura pel marxant d'art Bruno Lohse, assessor de Göring i representant de l'ERR a París, el 1945, la col·lecció incloïa més de 2.000 peces individuals, incloent-hi més de 300 pintures. L'Informe d'Interrogatori Consolidat núm. 2 de l'Administració d'Arxius i Registres Nacionals dels Estats Units afirma que Göring mai va saquejar grollerament, sinó que sempre va aconseguir "trobar una manera de donar almenys l'aparença d'honestedat, mitjançant un pagament simbòlic o una promesa d'això a les autoritats de confiscació. Tot i que ell i els seus agents mai van tenir una connexió oficial amb les organitzacions de confiscació alemanyes, les van utilitzar al màxim possible."

## Emmagatzematge nazi d'objectes saquejats

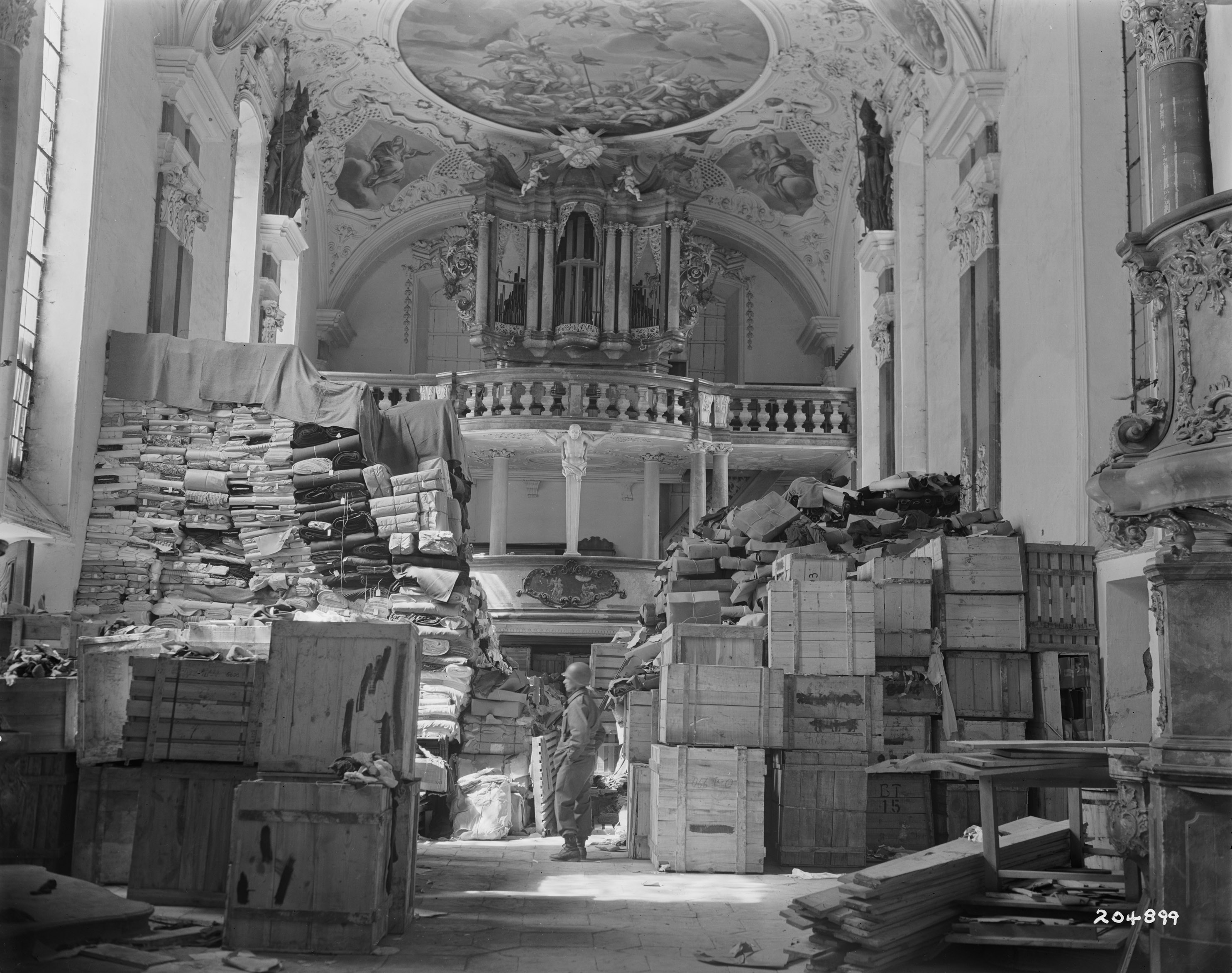
Botí alemany emmagatzemat a Schlosskirche Ellingen, Baviera (abril de 1945)

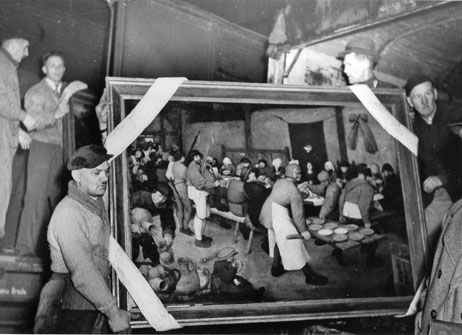
La boda camperola de Pieter Brueghel el Vell, trobat a Àustria (abril de 1945)

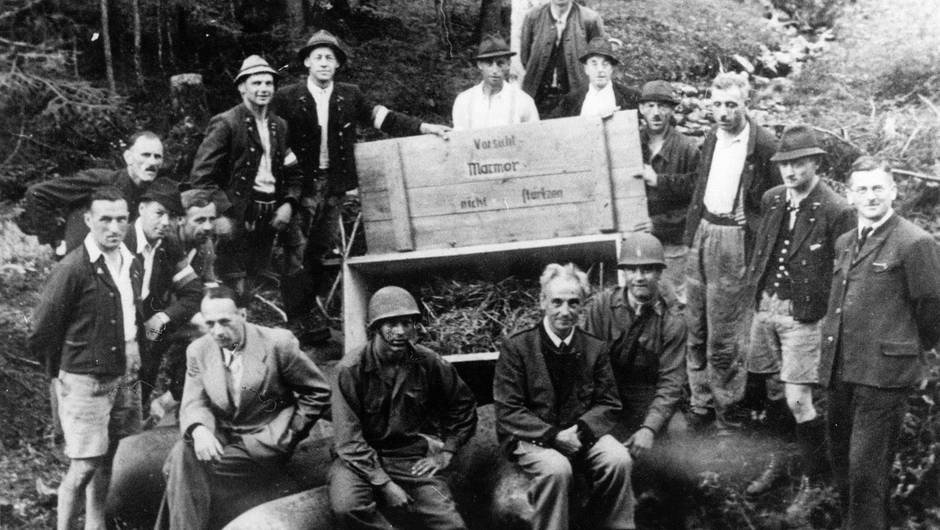
Altaussee, maig de 1945 després de la retirada de les vuit bombes de 500 quilograms del dipòsit d'art robat nazi

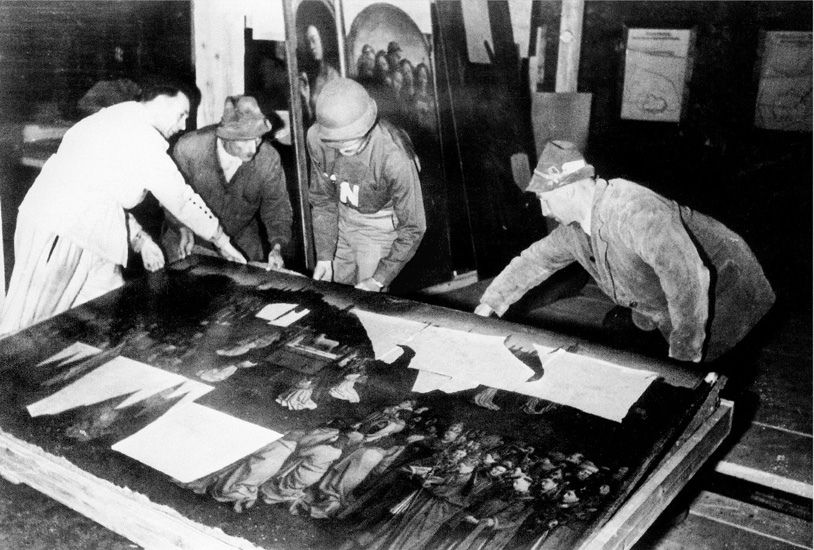
El retaule de Gant durant la recuperació de la mina de sal d'Altaussee al final de la Segona Guerra Mundial

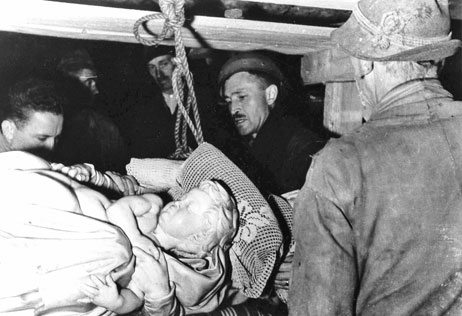
La Madonna de Bruges durant la recuperació de la mina de sal d'Altaussee, 1945

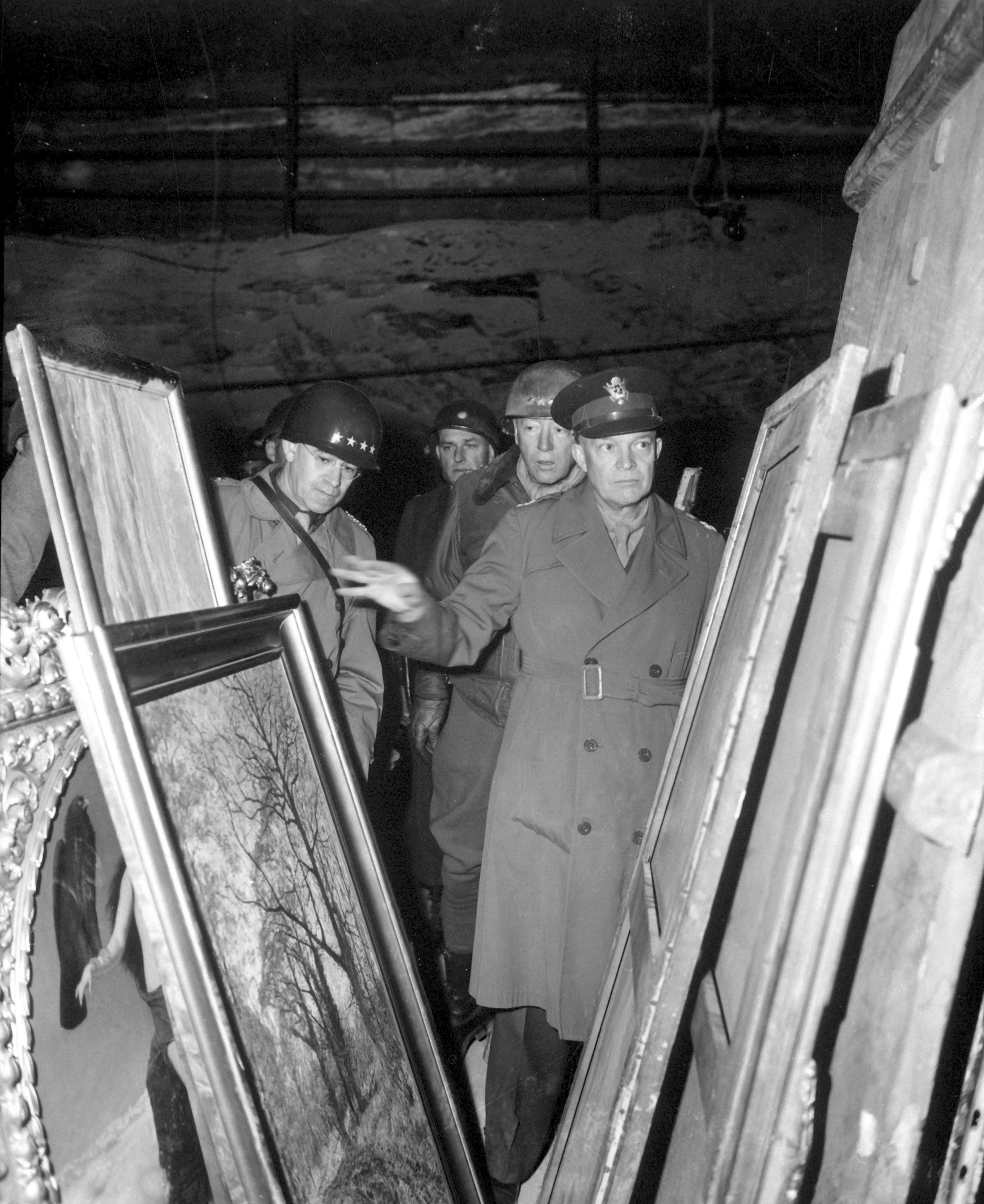
Dwight D. Eisenhower (dreta) inspecciona obres d'art robades en una mina de sal a Merkers, acompanyat per Omar Bradley (esquerra) i George S. Patton (centre).

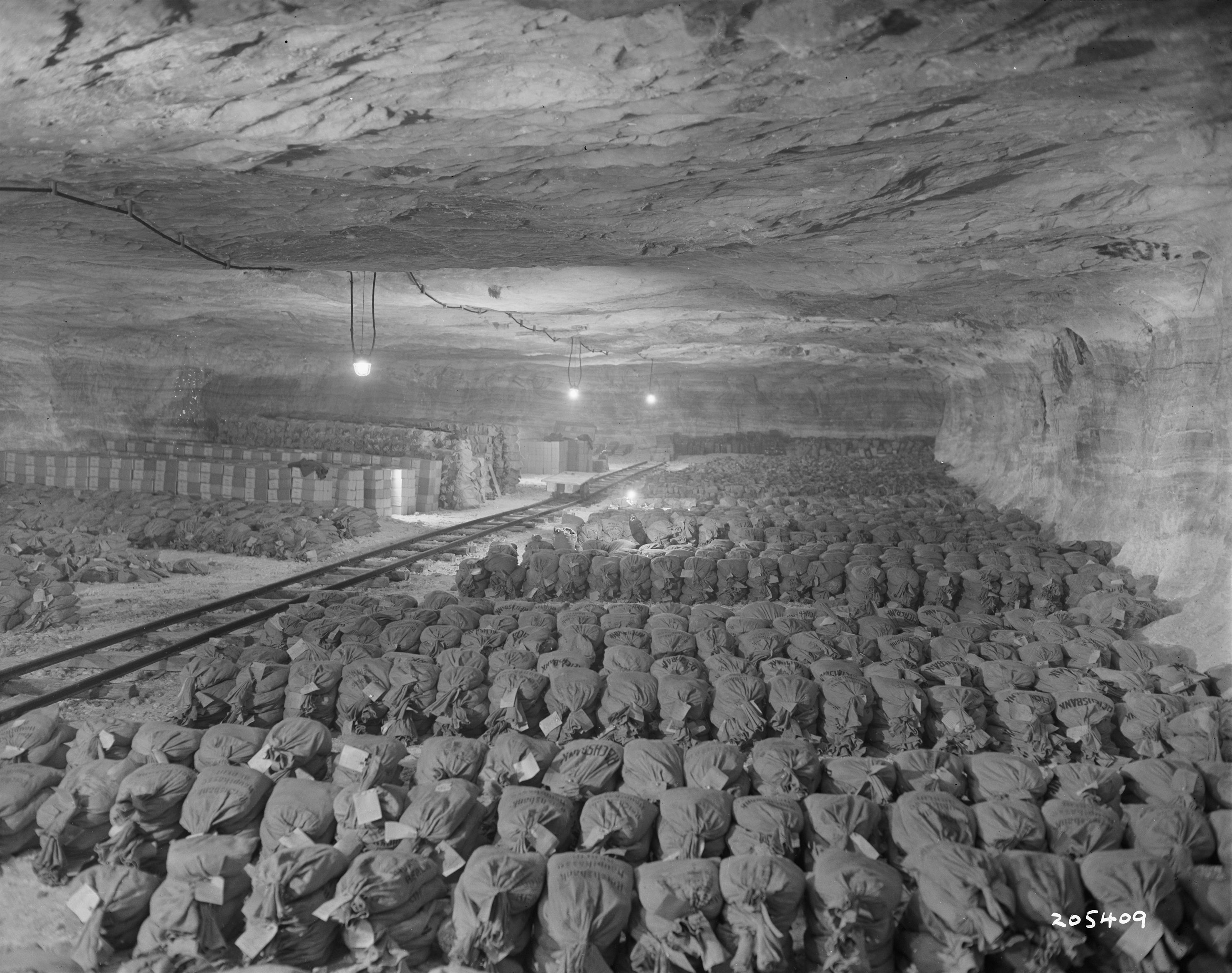
Or nazi a la mina de sal de Merkers

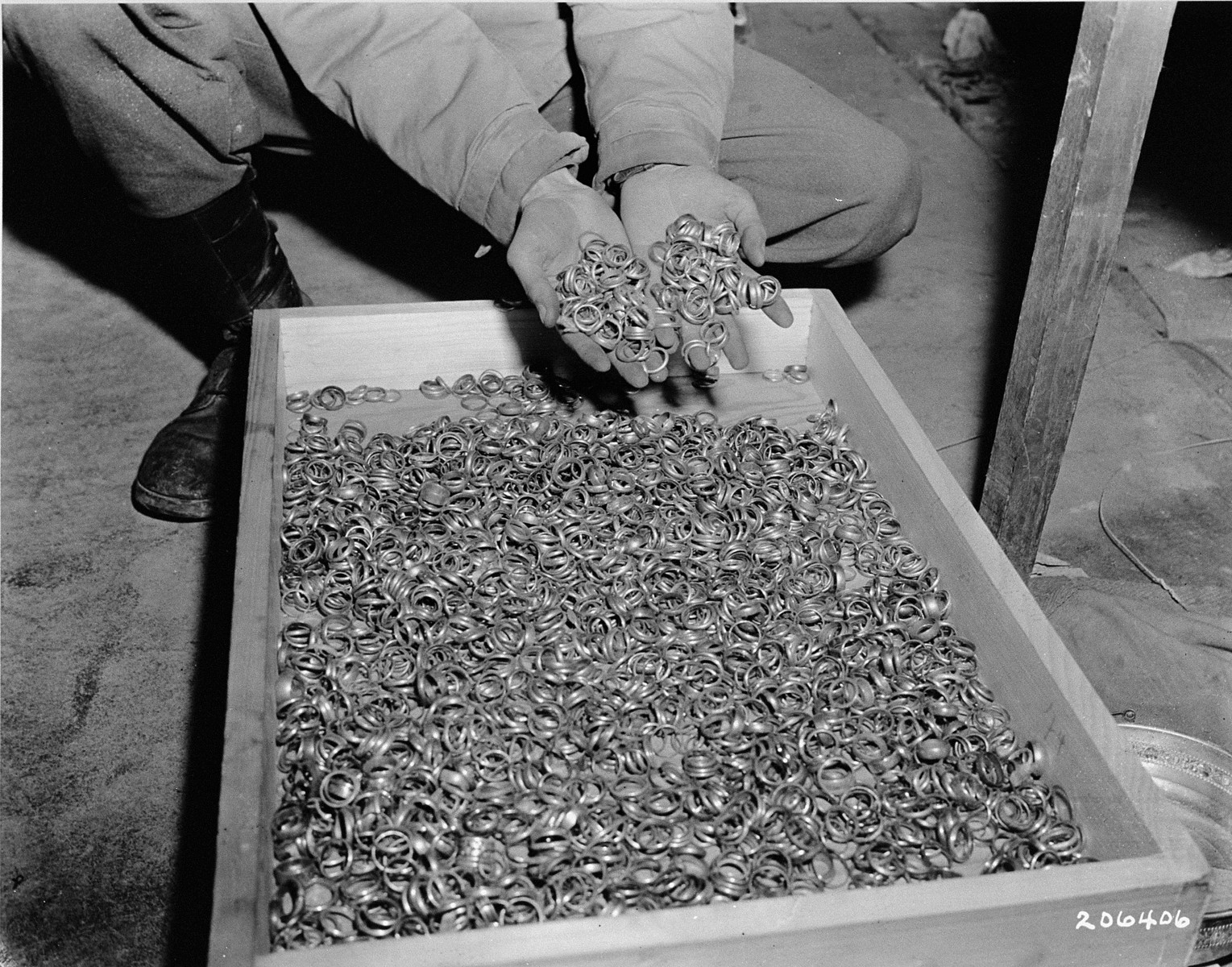
Com a ministre d'Economia, Walther Funk va accelerar el ritme del rearmament i, com a president del Reichsbank, va dipositar per a les SS els anells d'or de les víctimes dels camps de concentració nazis.

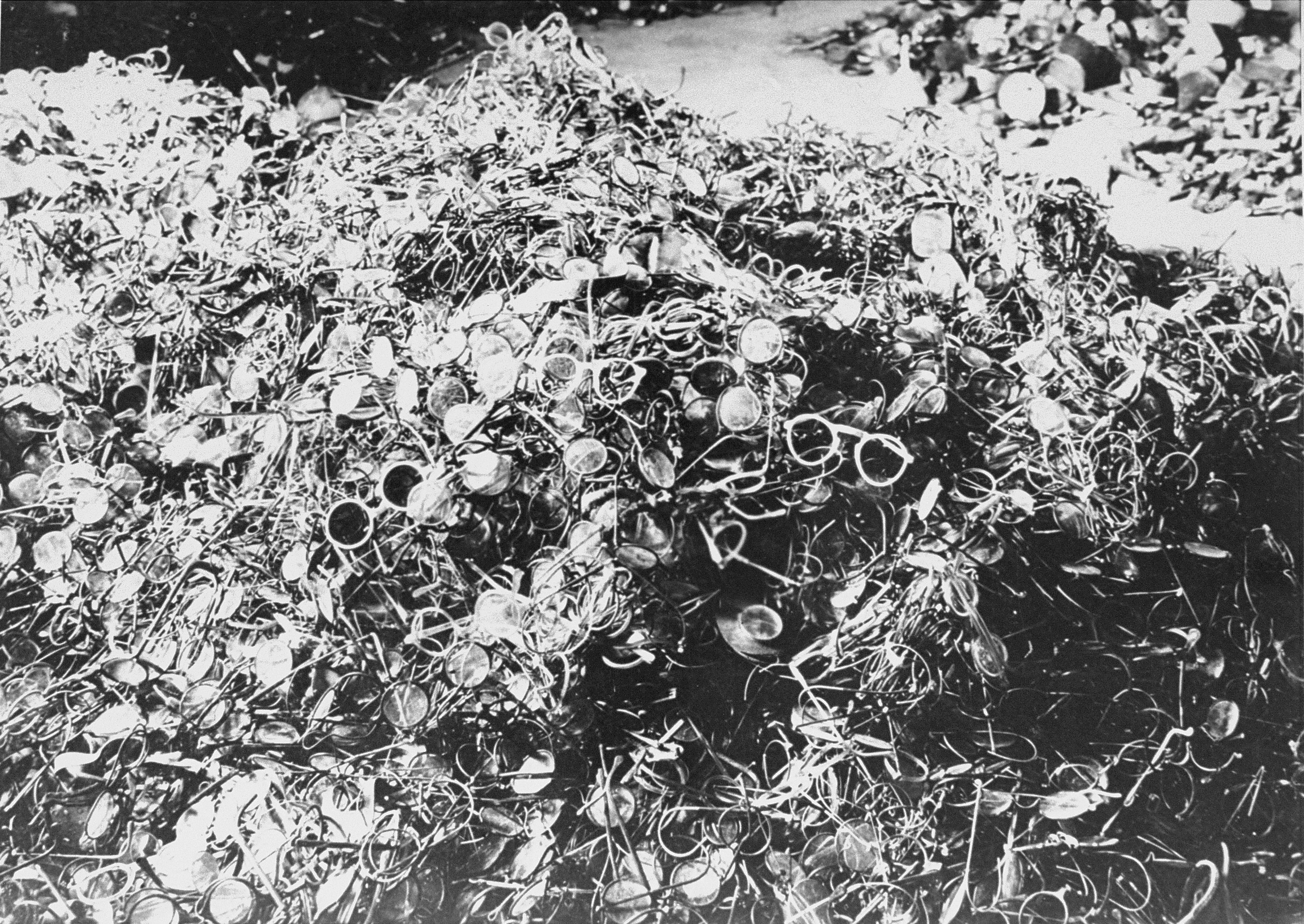
Ulleres de les víctimes d'Auschwitz

El Tercer Reich va acumular centenars de milers d'objectes de les nacions ocupades i els va emmagatzemar en diversos llocs clau, com el Musée Jeu de Paume a París i la seu nazi a Munic. A mesura que les forces aliades van obtenir avantatge a la guerra i van bombardejar les ciutats i les institucions històriques d'Alemanya, Alemanya "va començar a emmagatzemar les obres d'art en mines de sal i coves per protegir-les dels bombardejos aliats. Aquestes mines i coves oferien les condicions d'humitat i temperatura adequades per a les obres d'art." Dipòsits ben coneguts d'aquest tipus eren les mines de Merkers, Altaussee i Siegen. Aquestes mines no només s'utilitzaven per emmagatzemar art saquejat, sinó també art que havia estat a Alemanya i Àustria abans de l'inici del domini nazi. Els nazis van prohibir legalment l'entrada a Alemanya de l'art degenerat, de manera que els designats es van guardar en el que es va anomenar la Sala dels Màrtirs al Jeu de Paume. Gran part de l'equip professional i la col·lecció personal de Paul Rosenberg van ser posteriorment designats així pels nazis. Arran del decret privat anterior de Joseph Goebbels de vendre aquestes obres degenerades per moneda estrangera per finançar la construcció del Führermuseum i l'esforç bèl·lic en general, Hermann Göring va nomenar personalment una sèrie de comerciants aprovats per l'ERR per liquidar aquests actius i després transferir els fons per augmentar la seva col·lecció d'art personal, inclòs Hildebrand Gurlitt. Amb l'art degenerat saquejat venut més endavant a través de Suïssa, la col·lecció de Rosenberg es va escampar per Europa. Avui dia, falten unes 70 de les seves pintures, incloent-hi: la gran aquarel·la de Picasso Dona nua a la platja, pintada a la Provença el 1923; set obres de Matisse; i el Retrat de Gabrielle Diot de Degas.